# Villa Independencia (Berisso)
Villa Independencia es una localidad del partido de Berisso en la provincia de Buenos Aires, Argentina.

## Población
Se encuentra dentro del aglomerado del Gran La Plata con 6,472 habitantes (Indec, 2001).